# Andreas Kley
Andreas Kley (* 6. Juni 1959 in St. Gallen) ist ein Schweizer Staatsrechtler, Verfassungshistoriker, Rechtsphilosoph und Medienrechtler. Von 2005 bis zu seiner Emeritierung im Sommer 2024 war er Professor für öffentliches Recht, Verfassungsgeschichte sowie Staats- und Rechtsphilosophie an der Universität Zürich (UZH) und seit 1998 Mitglied des Wissenschaftlichen Rats des Liechtenstein-Instituts.
Seine Arbeits- und Forschungsschwerpunkte sind die politischen Rechte in Bund und Kantonen, liechtensteinisches Verfassungs- und Verwaltungsrecht, Medienrecht, Staatskirchenrecht, schweizerische Verfassungsgeschichte der Neuzeit, Geschichte der politischen Ideen und politische Philosophie.

## Ausbildung
Nach den «üblichen Schulen» (so Andreas Kley) und Matura (1979) folgte ein Sprachaufenthalt an der Universität Lyon II (1980). Von 1980 bis 1984 studierte er Staatswissenschaften und Internationale Beziehungen an der Universität St. Gallen (HSG) (lic. rer. publ.). Von 1984 bis 1987 war er Assistent am Schweizerischen Institut für Verwaltungskurse (heute IRP-HSG), 1988–1989 Ausserordentlicher Gerichtsschreiber am Bezirksgericht St. Gallen. 1989 promovierte er zum Dr. rer. publ. an der HSG mit der Dissertationsschrift Grundpflichten Privater im schweizerischen Verfassungsrecht. 1990 legte er die Patentierung zum Rechtsanwalt ab. Von 1990 bis 1997 war er als selbständiger Rechtsanwalt tätig. Seit 1991 hat er Lehraufträge an der HSG und hält Vorträge in gesamtschweizerischen Weiterbildungsinstitutionen. 1992 absolvierte er einen Forschungsaufenthalt am Max-Planck-Institut für ausländisches öffentliches Recht und Völkerrecht in Heidelberg. Von 1992 bis 1995 arbeitete er an seiner Habilitationsschrift Der richterliche Rechtsschutz gegen die öffentliche Verwaltung. Die Habilitation erfolgte 1995.

## Laufbahn
1995 wurde er zum Privatdozenten für öffentliches Recht an der HSG zugelassen. Von 1997 bis 2005 war er Professor für Staatsrecht unter besonderer Berücksichtigung der Verfassungsgeschichte am Institut für öffentliches Recht der Universität Bern. Seit 2005 ist er Professor für öffentliches Recht, Verfassungsgeschichte und Staats- und Rechtsphilosophie an der Rechtswissenschaftliche Fakultäten der UZH. 2019 erhielt er die Ehrendoktorwürde (Dr. iur. h. c.) der Law School an der HSG. Er ist Mitglied der Vereinigung für Verfassungsgeschichte.
Andreas Kley ist Verfasser zahlreicher Bücher und Monographien, Aufsätze zum Staats- und Verwaltungsrecht, zum internationalen und europäischen Menschenrechtsschutz, zur Verfassungsgeschichte und Geschichtswissenschaft, zur politischen Ideengeschichte, Rechtstheorie, Methodenlehre, Rechts- und Staatsphilosophie, zum Medien- und Fernmelderecht, zu den politischen Rechten, zum Zivil-, Religions-, Kirchen- und Staatskirchenrecht, von Lexikonartikeln (HLS), Zeitungsartikeln (NZZ, SZG, BZ, Weltwoche, Hochparterre, Plädoyer, VSH-Bulletin, Schweizer Monat, N’Jus FS, influence, Pflegerecht) sowie Besprechungen von Gerichtsurteilen und Rezensionen. Er ist auch Herausgeber der Commentationes Historiae Iuris Helveticae mit Felix Hafner, Victor Monnier und Stefan G. Schmid und des Demokratie-Newsletters seines Lehrstuhls an der UZH.
Andreas Kley hielt an der Rechtswissenschaftlichen Fakultät der Universität Zürich eine Abschiedsvorlesung über das Thema „Rechtswissenschaft ohne Recht“.

## Publikationen (Auswahl)

### Die ersten
- Grundpflichten Privater im schweizerischen Verfassungsrecht. 1989 (Dissertation).
- Kantonales Privatrecht. 1992.
- Der richterliche Rechtsschutz gegen die öffentliche Verwaltung. 1995 (Habilitationsschrift).
- Grundriss des liechtensteinischen Verwaltungsrechts. 1998.
- mit Yvo Hangartner, Nadja Braun Binder, Andreas Glaser: Die demokratischen Rechte in Bund und Kantonen der Schweizerischen Eidgenossenschaft. 2000, 2. Auflage 2023.

### Die häufigsten im WorldCat (Stand 2019)
- Verfassungsgeschichte der Neuzeit – Grossbritannien, die USA, Frankreich, Deutschland und die Schweiz. Stämpfli, Bern 2004–2013 (12 Ausgaben).
- Geschichte des öffentlichen Rechts der Schweiz. Dike, Zürich 2011–2015 (7 Ausgaben).
- Art. 6 EMRK als Rechtsschutzgarantie gegen die öffentliche Gewalt. Die aktuelle Praxis der Konventionsorgane zur Anwendung des Art. 6 EMRK in der Verwaltungsrechtspflege. Analysen und Perspektiven. 1993 (7 Ausgaben).
- Grundpflichten Privater im schweizerischen Verfassungsrecht. 1988–1989 (12 Ausgaben).
- Grundriss des liechtensteinischen Verwaltungsrechts. 1998 (5 Ausgaben).
- Kantonales Privatrecht. Eine systematische Darstellung der kantonalen Einführungsgesetzgebung zum Bundesprivatrecht am Beispiel des Kantons St. Gallen und weiterer Kantone. 1992 (5 Ausgaben).
- «Das Leben als Werk». Der Staatsrechtslehrer Yvo Hangartner (1933–2013). Ein Beitrag zur Geschichte des öffentlichen Rechts der Schweiz und zur Geschichte der Universität St. Gallen. 2015 (3 Ausgaben).
- Staatsverständnisse. Ein interdisziplinärer Gedankenaustausch. Universität St. Gallen, 2017 (3 Ausgaben).
- Gironde-Verfassungsentwurf aus der Französischen Revolution vom 15./16. Februar 1793. Deutschsprachige Übersetzung mit einer Einleitung und kommentierenden Anmerkungen, 2011 (3 Ausgaben).
- Kants republikanisches Erbe. Flucht und Rückkehr des freiheitlich-republikanischen Kant. Eine staatsphilosophische Zeitreise. 2013 (2 Ausgaben).
- Religionsfreiheit im Verfassungsstaat. 2011.
- mit Martin Sigrist: Staatsschutz oder Datenschutz? Die Vereinbarkeit präventiver Datenbearbeitung zur Wahrung der inneren Sicherheit mit dem Grundrecht auf informationelle Selbstbestimmung. 2014.
- Grundrechtspraxis in Liechtenstein. 2012 (3 Ausgaben).
- Staatsverständnisse. 2017.
- Hirnforschung. Chancen und Risiken für das Recht. Recht, Ethik, Naturwissenschaften. 2008.
- Der vergessene Krieg. Spuren und Traditionen zur Schweiz im Ersten Weltkrieg. 2014 (2 Ausgaben).
- Die Korrektur von negativen Volksentscheiden. Ein demokratietheoretisches Problem. 2013 (4 Ausgaben).
- «Europas Schicksal wird letzten Endes auch unser Schicksal sein». Der Europatag und die Europatagsreden der Schweizer Bundesräte. 2012 (3 Ausgaben).
- Die Demokratie einer grossen Republik nach dem Gironde-Verfassungsentwurf vom 15./16. Februar 1793. 2011 (3 Ausgaben).[5]

### Zu Zaccaria Giacometti
- Von Stampa nach Zürich. Der Staatsrechtler Zaccaria Giacometti, sein Leben und Werk und seine Bergeller Künstlerfamilie. Schulthess, Zürich 2014; Inhaltsverzeichnis (PDF) ius.uzh.ch.
- Bregaglia – Zurigo. Luoghi di vita e di attività del docente di diritto costituzionale Zaccaria Giacometti (1893–1970). In: Quaderni grigionitaliani. Bd. 82 (2013), H. 1, S. 37–64.
- Zaccaria Giacometti – Staatsrechtslehre als Kunst? In: Schweizerische Juristen-Zeitung. Bd. 107 (2011), S. 429–439.